# Água Azul (Lapa)
Água Azul é um distrito do município brasileiro de Lapa, no estado do Paraná.